# ハリファックスRLFC
ハリファックスRLFC（Halifax R.L.F.C）は、イングランド、ウェスト・ヨークシャー、ハリファックスにあるプロラグビーリーグクラブである。1873年創設。ハリファックスは1895年に北部ラグビーフットボール連合を結成した22クラブの1つだった。これまでにラグビーリーグチャンピオンに4回なり、チャレンジカップを5度制している。1996年から2002年の間はハリファックス・ブルーソックス（Halifax Blue Sox）と呼ばれた。
ライバルは近隣のブラッドフォードとハダーズフィールド、そして共にチャンピオンシップ（2部）でプレーするフェザーストーン・ローヴァーズである。
クラブカラーは青と白の輪で、ショーツは白、ソックスは青と白である。同じタウンを本拠地とするサッカークラブであるFCハリファクス・タウン（2018-19シーズンはイングランド5部でプレー）とザ・シェイを共用している。

## 歴史
クラブは1873年に「ハリファックス」として設立された。1878年の第1回ヨークシャー杯で優勝した後、さらに4度優勝を果たした。この時期はヨークシャーカウンティ代表やラグビーユニオンイングランド代表に数人の選手が選出された。1886年、クラブはスラム・ホールに移転し、その後112年間ホームグラウンドとして使用した。1886年9月18日に行われたハルFCとの初試合は8千人の観客を集めた。
ハリファックスは1895年にRFUから分離した北部ラグビーフットボール連合の創設メンバーであった。1896年、ハリファックスは勝ち点1差で優勝を逃がし、マニンガムがラグビーフットボールリーグ・チャンピオンシップの初代チャンピオンとなった。
1960年代末と1970年代は財政問題がクラブを直撃した。1985-86にリーグチャンピオンとなり、1986-87にはチャレンジカップを制したにもかかわらず、財政問題は続いた。ハリファックスは1988年11月に給与不払いを告発された後、RFLによって新たな選手との契約を禁止された。
1996年、イギリスのラグビーリーグクラブはスーパーリーグの初開催シーズンをプレーし、スーパーリーグ戦争の結果として開催時期が冬から夏に変わった。下準備の作業中、ハリファックスの会長と元チェアマンが、ライバルのブラッドフォード・ノーザンと合併し、単一クラブとして提唱されていたスーパーリーグに加入するという計画に関して理事会を離れた。
ハリファックスは1996年にスーパーリーグに加入した。地元の新聞がクラブの愛称について世論調査を実施し、「ハリファックス・ボンバーズ」が1位になった。しかし、最高責任者Nigel Woodの推薦に基づいて理事会は「ハリファックス・ブルーソックス」を選んだ。しかしながら、これはほとんどのサポーターには不評で、サポーターはクラブを「ファックス」と呼び続けた。
クラブは1998年にスラム・ホールをスーパーマーケット開発のためにアズダに150万ポンドで売却し、現在のホームであるザ・シェイ・スタジアムに移転した。この売却によってザ・シェイ・スタジアムの再開発のための費用を捻出できるはずだったが、売却して得た資金は債務に飲み込まれてしまった。
2003年に伝統的なハリファックスRLFCに名前を戻した。2003シーズン終了後、クラブはスーパーリーグからナショナルリーグ1に降格した。ハリファックスの財政問題は、クラブがフルタイムのプロチームを維持できないことを意味した。2004年、新チェアマンHoward Posnerによって破産状態から救われ、プレーフではヨークシティ・ナイツに最後のあがきで勝利し、かろうじてナショナルリーグ2への降格を免れた。
2006年8月、ハリファックスは倒産の縁にあった。クラブは9万ポンドを集める必要があり、さもなければ倒産すると発表した。国中のラグビーリーグファンが「ファックス」の下に結束し、ホームゲームやその他の資金集めのためのイベントに集まって、5万5千ポンドを集めることができた。次にHoward Posnerが名乗り出て、ハリファックスを存続させるために残りの3万5千ドルをクラブに融資すること、貸付金の返済が放棄されることを発表した。

## マスコット
最初のマスコット（100年前）
Smut the Cat
近年のマスコット
Billy & Bluey、Fat Cat、Bruno the Bear
現在のマスコット
Halicat

## タイトル

### 主要タイトル
| 大会                         | 優勝回数 | 優勝年                                      |
| ---------------------------- | -------- | ------------------------------------------- |
| ディビジョン1/スーパーリーグ | 4        | 1902–03, 1906–07, 1964–65, 1985–86          |
| チャレンジカップ             | 5        | 1902–03, 1903–04, 1930–31, 1938–39, 1986–87 |

### その他のタイトル
| 大会                     | 優勝回数 | 優勝年                                                        |
| ------------------------ | -------- | ------------------------------------------------------------- |
| リーグカップ             | 1        | 1971–72                                                       |
| RFLヨークシャーリーグ    | 7        | 1908–09, 1920–21, 1952–53, 1953–54, 1955–56, 1957–58, 1963–64 |
| RFLヨークシャーカップ    | 5        | 1908–09, 1944–45, 1954–55, 1955–56, 1963–64                   |
| RFUヨークシャーカップ    | 5        | 1878, 1886, 1888, 1893, 1894                                  |
| チャリティーシールド     | 1        | 1986–87                                                       |
| チャンピオンシップカップ | 1        | 2012                                                          |